# Nagy Stoica Georgeta
Nagy Stoica Georgeta (Kolozsvár, 1954. május 4.–) festő, képgrafikus, designer.
Képzőművész és művésztanár. Tizenhárom évig a művészeti oktatásban, majd tizenöt éven keresztül tervezőművészként, designérként tevékenykedik. 1975-től aktív kiállító művész: festészettel, képgrafikával és computer művészettel foglalkozik.
1988-ban költözött Magyarországra és több neves vállalat designereként és alkalmazott grafikusaként működött. Tervei alapján számos sikeres termék valósult meg a világ nagy cégeinek közreműködésével. 2008 óta Budapesten él.

## Életútja
Képzőművészeti tanulmányait a gyulafehérvári Művészeti Szabad Iskolában, majd a kolozsvári Ion Andreescu Képzőművészeti és Iparművészeti Akadémián végezte, 1977-ben. Képzőművész diplomája mellett, művész-szaktanár oklevelet is szerzett. 1977-ben továbbképzésben vett részt a drezdai (Németország) Képzőművészeti Akadémián. 1979-től a Romániai Képző- és Iparművészek Szövetségének és Művészeti Alapnak, illetve a fiatal kortárs művészeti törekvéseket összefogó Atelier 35-nek vezetőségében tevékenykedett. 1977-től 1986-ig a kolozsvári Képzőművészeti Szabad Iskolában és a Képzőművészeti középiskolában oktatott festészetet és grafikát.
Férje Nagy Géza képzőművész, lánya Dr. Nagy Dorottya, azaz Dora Abodi divattervező. Apósa Abodi Nagy Béla festőművész.

## Tagságok
- Magyar Képzőművészek és Iparművészek Szövetsége
- Magyar Alkotóművészek Országos Egyesülete
- Magyar Képzőművészeti és Iparművészeti Társaságok Szövetsége
- Magyar Festők Társasága
- Magyar Grafikusművészek Szövetsége
- Magyar Elektrográfiai Társaság
- Győri Grafikai Műhely (vezetőségi tag)

## Kiállítások

### Egyéni (válogatott)
- 1979 – Képzőművészek Szövetségének Galériája, Kolozsvár.
- 1983 – Galerie Lange, Bonn, Németország.
- 1984 – Werkstatt Galerie, Gelsenkirchen, Essen.
- 1998 – ERMA – Gardénia, Budapest.
- 1998 – Városi Művészeti Múzeum, Győr.
- 1998 -1999 – Kisgaléria, (Nagy Gézával),[1] Komárom.

### Designer szereplések
- 1993 – 2003 Heimtextil – Frankfurt am Main, Németország.
- 1993 – 2002 BNV, Budapest.

### Csoportos kiállítások (fordított kronologikus sorrend)
- 2005 – 32 JA „Fényes és sötét”, Gönczi Galéria, Zalaegerszeg
- 2005 – Megyei Őszi Tárlat, Győr, Bartók Béla Művelődési Központ
- 2005 – Pasolini † 30”, Ferencvárosi Művelődési Központ, Budapest
- 2005 – Hommage á József Attila, MET, V. győri Könyvszalon, Városháza
- 2005 – Eisenstadt (Kismarton), Ausztria
- 2005 – Győr, Bartók Béla Művelődési Központ
- 2005 – „Kijárat” – Vízivárosi Galéria Budapest
- 2005 – „Légyott” – Bartók és Belcanto randevúja, Miskolc, Nemzetközi Operafesztivál
- 2005 – 32 JA „Fényes és sötét”, Diptichonok József Attila tiszteletére, Tatabánya, Aula Galéria
- 2005 – Pomázi Művelődési Központ, Pomáz
- 2005 – Erlin Galéria, Plein Art-Költészet Napja, Budapest
- 2005 – Olasz Intézet, Budapest
- 2005 – Karinthy Szalon, Budapest
- 2005 – Bajna, Művelődéi Központ
- 2005 – Általános Iskola, Gyermely
- 2005 – Millenáris Park, Fogadó, Budapest
- 2005 – Bem Mozi, Budapest
- 2005 – Diptichonok József Attila tiszteletére, Ferencvárosi Pincegaléria, Budapest
- 2005 – „Fényes és sötét”, Diptichonok József Attila tiszteletére, Ferencvárosi Pincegaléria, Budapest
- 2005 – „32 JA”, Budapest, MERZ-Ház
- 2004 – Megyei Őszi Tárlat, Győr, Bartók Béla Művelődési Központ (2004 – Halászi Takarékszövetkezet Díja)
- 2004 – Nézőpont, Finn-magyar közös kiállítás, Budapest, MKISZ Székház Galériája
- 2004 – Matricák 2004, Kisméretű Elektrográfiák 3. Nemzetközi Kiállítása, Budapest, Vasarely Múzeum
- 2004 – Nézőpont, Finn-magyar közös kiállítás, Budapest, MKISZ Székház Galériája
- 2003 – 4. Nemzetközi Kisgrafikai Biennálé, Kolozsvár, Kolozsvári Művészeti Múzeum
- 2003 – Megyei Őszi Tárlat, Győr, Bartók Béla Művelődési Központ
- 2004 – Euroregió Művészeti Díj – Szombathelyi Képtár.
- 2003. – Euroregió Művészeti Díj – „Grenzgänge – Kulturherbst”, Burgenland, Funkhaus Eisenstadt.
- 2002 – Kisméretű Elektrográfiák Nemzetközi Kiállítása, Budapest.
- 2002 – Megyei Őszi Tárlat, Rómer Terem, Győr.
- 2002 – „Tendenciák”, Magyar Képzőművészek és Iparművészek Szövetsége Szekszárd, Művészetek Háza.
- 2002 – Csoportkiállítás, Magyar Képzőművészek és Iparművészek Szövetségének székháza, Budapest.
- 2002 – Miskolci Nemzetközi Grafikai Biennále, Városi Galéria, Művészeti Múzeum, Miskolc.
- 2002 – „Bartók-Puccini”, Nemzetközi operafesztivál, társkiállítás, Miskolc.
- 2002 – „Trend és Design”, Textilmúzeum, Budapest.
- 2002 – Győr-Moson-Sopron Megyei Tárlat, Rómer Terem, Győr (Győr Város Művészeti Díja).
- 2001 – „Négy művész”, Csoportkiállítás, Győr-Moson-Sopron Kereskedelmi Kamarája, Győr.
- 2001 – „Fény és Árnyék”- Kontraszt a festészetben, Magyar Festők Társasága, Kecskeméti Galéria, Kecskemét.
- 2001 – Nemzetközi Kortárs Iparművészeti Szimpózium és kiállítás-sorozat – Győr, a Városi Művészeti Múzeum Képtára.
- 2001 – Magyar Kultúra Napja, Képzőművészeti Kiállítás – Győr, Városháza.
- 2000 – „20x20" -Kisképek Nemzetközi Fesztiválja – Budapest.
- 2000 – Körképek, a Magyar Festők Társaságának Millenniumi Kiállítása – Budapest, Vígadó Galéria.
- 2000 – Megyei Tárlat – Győr, Patkó Gyűjtemény (Megyei Múzeumok Igazgatóságának Díja).
- 2000 – „A Győri Grafikai Műhely” – Győr, Városi Művészeti Múzeum.
- 2000 – „Máskor, Máshol"- a Magyar Festők Társaságának Millenniumi Kiállítása – Szeged, Móra Ferenc Múzeum.
- 1999 – Megyei Tárlat – Mosonmagyaróvár, Művelődési Központ.
- 1999 – II. Festészeti Triennálé, „Betű a képen" – Szekszárd, Művészetek Háza.
- 1999 – Győri Művészek Csoportkiállítása – Pécs, Pécsi Galéria.
- 1999 – „Gleiches Ahnliches – Anderes" – Ingolstadt, Stadtliches Galehe, Németország.
- 1999 – „10 Jahre Europa 1989 – 1999" – Otzenhausen, Saarland, Németország.
- 1999 – „10 Jahre Europa 1989 – 1999" – Eisenstadt, Europahaus Burgenland, Ausztria.
- 1998-1999 – Csoportkiállítás – Kreditanstalt.
- 1998 – Csoportkiállítás – Audi Hungaria, Győr.
- 1998 – Mediawave – Győr, Zsinagóga.
- 1998 – Megyei Tárlat – Sopron, Múzeum.
- 1998 – „Ecce homo", Országos Festészeti Táriat – Budapest, Vígadó Galéria.
- 1997 – Csoportkiállítás -Audi Hungaria, Győr.
- 1997 – Megyei Kiállítás – Győr, Rómer Terem.
- 1997 – Nemzetközi Grafikai Biennále – Győr, Városi Művészeti Múzeum.
- 1997 – Mediawave – Győr, Zsinagóga.
- 1996 – „Nőművészet hét országból", Nemzetközi kiállítás – Győr, Városi Művészeti Múzeum.
- 1992 – XIII. Akvarell Biennále – Eger, Dobó István Múzeum.
- 1991 – Vásárhelyi Őszi Tárlat – Hódmezővásárhely, Tornyai János Múzeum
- 1991 – Alföldi Tárlat – Békéscsaba, Munkácsi Mihály Múzeum.
- 1991 -„Grafikai Műtermek", a Magyar Képzőművészek Szövetsége Képgrafikai Szakosztályának kiállítása – Budapest, Csontváry Galéria.
- 1991 – Országos Kiállítás – Debrecen, Kölcsey Művelődési Központ, Kossuth Lajos Tudományegyetem
- 1991 – „Képgrafika”, csoportkiállítás, MKIOSZ, Tatabányai Múzeum.
- 1991 – a Magyar Képzőművészek Szövetsége Képgrafikai Szakosztályának csoportkiállítása – Budapest, Árkád Galéria.
- 1989 – Csoportkiállítás – Nagykovácsi, Iskolagaléria.
- 1989 – Csoportkiállítás – Székesfehérvár, Múzeum.
- 1989 – Erdélyi Képzőművészek Magyarországon – Győr, Nemzeti Színház.
- 1989 – Erdélyi Képzőművészek Magyarországon – Békéscsaba, Munkácsy Mihály Múzeum
- 1989 – Erdélyi Képzőművészek Magyarországon – Budapest, Pesterzsébeti Múzeum.
- 1989 – Erdélyi Képzőművészek Magyarországon – Százhalombatta, Városi Galéria.
- 1986 – Művésztanárok Tárlata – Kolozsvár, Megyei Szépművészeti Múzeum.
- 1985 – Országos Ifjúsági Biennále – Gyulafehérvár, Városi Galéria.
- 1985 – Országos Ifjúsági Biennále, Marosvásárhely, Kultúrpalota.
- 1985 – Kortárs Romániai Képgrafika, reprezentatív vándorkiállítás – Kanada.
- 1984 – Művésztanárok Kiállítása – Kolozsvár, Megyei Művészeti Múzeum.
- 1983 – Országos Köztársasági Grafikai Tárlat – Bukarest, Galeria Dales.
- 1983 – Kortárs Romániai Képzőművészet, Reprezentatív vándorkiállítás – Egyesült Államok, Kanada.
- 1983 – Interregionális Kiállítás -Kolozsvár, Megyei Művészeti Múzeum.
- 1983 – „Atelier 35" – Csoportkiállítás – Kolozsvár, Nagygaléria.
- 1982 – Megyei Grafikai és Iparművészeti Kiállítás – Kolozsvár, Szövetségi Nagygaléria.
- 1982 -„Atelier 35" – Csoportkiállítás – Gyulafehérvár, Városi Galéria.
- 1981 – Országos Ifjúsági Biennále – Nagyszeben, Bruckenthal Múzeum.
- 1981 – Megyei Őszi Grafikai Kiállítás – Kolozsvár, Nagygaléria.
- 1980 – Fiatal Művészek Országos Rajzkiállítása – Kolozsvár, Nagygaléria.
- 1980 – Csoportos Grafikai és Festészeti Tárlat – Kolozsvár, Kisgaléria (Megyei Grafikai Díj).
- 1980 – Országos Sokszorosított Grafikai Szalon – Tulcea, Megyei Szépművészeti Múzeum.
- 1980 – Országos Ifjúsági Tárlat – Bukarest, Galeria Dales.
- 1980 – Megyei Grafikai és Iparművészeti Kiállítás -Kolozsvár, Nagygaléria.
- 1980 – Országos Ifjúsági Képzőművészeti Biennále – Kolozsvár, Nagygaléria.
- 1980 – Országos Köztársasági Grafikai Biennále – Bukarest, Galeria Dales, Szépművészeti Múzeum.
- 1979 – Országos Képzőművészeti Kiállítás, Kolozsvár, Szépművészeti Múzeum.
- 1979 – Országos Köztársasági Kiállítás, Bukarest, Galeria Dales.
- 1979 – Fiatal Művészek Országos Rajzkiállítása – Kolozsvár, a Szövetség Nagygalériája.
- 1979 – Országos Képzőművészeti Tárlat, Képgrafika – Bukarest, Galeria Dales, Szépművészeti Múzeum.
- 1978 – Megyei Grafikai Kiállítás – Kolozsvár, a Szövetség Nagygalériája.
- 1978 – Fiatal Művészek Országos Tárlata – Galati, Megyei Szépművészeti Múzeum.
- 1977 – Nemzetközi Ifjúsági Művészeti Fesztivál – Dresda, Németország.
- 1977 – Nemzetközi Képzőművészeti Fesztivál, Ifjú Alkotók – Kolozsvár.
- 1977 – Diplomamunkák kiállítása – Kolozsvár, Szépművészeti Múzeum.
- 1977 – Megyei Grafikai Kiállítás – Kolozsvár, a Szövetség Nagygalériája.
- 1976 – Csoportkiállítás – Offenbach am Main és Kolozsvár, a Képzőművészeti Akadémiák közös kiállítása.
- 1976 – Országos Fotóművészeti Szalon – Nagyszeben, Bruckenthal Múzeum.
- 1975 – Csoportkiállítás-Offenbacham Main, Németország, Képzőművészeti Akadémia
- 1975 – Diáktavasz – Kolozsvár, Egyetemiek Háza.
- 1975 – Fiatal Művészek Országos Tárlata – Bukarest, Galera Dales.
- 1975 – Kortárs Ifjúsági Tárlat – Kolozsvár, Szépművészeti Múzeum, Nagygaléria.

## Díjai, ösztöndíjai
- 1980 Grafika Díj, Képzőművészek és Iparművészek Szövetsége, Románia
- 1989-90 MHB – Művészeti Alapítvány Alkotói Ösztöndíja, Budapest
- 2000 Győr-Moson-Sopron megyei Múzeumok Művészeti Díja
- 2002 Győr Megyei Jogú Város Művészeti Díja.
- 2003 Győr Megyei Jogú Város Önkormányzatának Díja
- 2003 Győr Megyei Jogú Város Önkormányzatának Különdíja
- 2004 Halászi Takarékszövetkezet Díja (Megyei Őszi Tárlat, Győr)
- 2005 Eurorégió Művészeti Díj

## Külső hivatkozások
- Nagy Stoica Georgeta honlapja